# Dona Florinda
Dona Florinda (Doña Florinda no original) é uma personagem do seriado Chaves. Ela é a viúva de Frederico, apaixonada pelo Professor Girafales e mãe de Quico.

## Personalidade
Dona Florinda se considera social, econômica e moralmente superior aos habitantes da vila, mesmo com um situação financeira não muito boa, porém, ainda considerada a melhor de toda a vila. Faz questão de manter a pose superior, sempre sugerindo a Quico que "não se misture (junte) com essa gentalha". Seu mau humor e aparência envelhecida lhe valem os apelidos de "velha coroca", "velha carcomida", "velha briguenta", entre outros. Florinda superprotege Quico (a quem sempre chama de Tesouro e outros apelidos carinhosos), sendo capaz de dar uma bofetada no vizinho Seu Madruga, pelo qual tem uma profunda antipatia, uma vez que ele costuma beliscá-lo quando o garoto o irrita com suas brincadeiras cretinas. Em algumas ocasiões, mesmo quando Quico é agredido por outros personagens, ela faz questão de acusar Seu Madruga. Porém, em raras ocasiões, ela confessa ter orgulho de Seu Madruga, devido a famosos ensinamentos do mesmo, como "As pessoas boas devem amar seus inimigos" e "A vingança nunca é plena: mata a alma e a envenena". Florinda é apaixonada pelo Professor Girafales, professor das crianças da vila, que sempre lhe traz um ramo de flores e é convidado para tomar uma xícara de café. Por algumas vezes, além das flores, Girafales traz presentes para Quico, que, erroneamente, o chama de "pápi", desculpando-se rapidamente, devido à paixão de Florinda e Girafales. Em certo ponto da história, Florinda abre um restaurante com seu nome.

## Bordões
Durante a série, Florinda ficou conhecida por vários bordões:
- "Vamos, Tesouro/Quico! Não se misture/junte com essa gentalha!" (quando acaba de bater em Seu Madruga e se retira junto com seu filho)
- "E da próxima vez vá… a/da/na sua avó!" (normalmente um tempo depois de bater em Seu Madruga volta e diz isso)
- "Frederico!!!" (quando se irrita com Quico.)
- "O que foi Quico/Tesouro?" (quando Quico chora ou grita)
- "Vamos! Continue, continue!" (quando flagra Seu Madruga beliscando Quico)
- "Cale essa Boca!" (quando Seu Madruga tenta explicar algum motivo e ela o interrompe)
- "Professor Girafales!" (sempre que vê Professor Girafales, diz isso com um tom apaixonado) Quando vê o Professor Girafales
- "Que milagre o senhor por aqui!"
- "Oh! São lindas!" (fala das flores dadas pelo professor)
- "Não gostaria de entrar para tomar uma xícara de café/chá?"
- "Oh mas é claro que não! Entre!" (depois do professor perguntar se não é incômodo entrar em sua casa)